# Bannes (Mayenne)
Bannes – miejscowość i gmina we Francji, w regionie Kraj Loary, w departamencie Mayenne.
Według danych na rok 1990 gminę zamieszkiwało 131 osób, a gęstość zaludnienia wynosiła 16 osób/km² (wśród 1504 gmin Kraju Loary Bannes plasuje się na 1101. miejscu pod względem liczby ludności, natomiast pod względem powierzchni na miejscu 1080.).